# 임동춘
임동춘(林東春, 1949년 7월 19일~1972년 4월 22일)은 대한민국의 군인으로 베트남 전쟁에 참전해 안케패스 전투에서 활동하다 전사했다.

## 생애
전북 김제 출생으로 1968년 육군보병학교에 간부후보생 제230기로 입교해 1969년 8월 30일 육군 소위로 임관하였다.
이후 제20사단 제60연대에서 소대장으로 근무하였고 그 후 제2하사관 학교에서 교관을 하다가 자유의 십자군으로 베트남 전쟁에 참전하여 1971년 7월 31일로 수도사단 기갑연대 제2중대 제1소대장으로 근무하였다.
소대장으로 근무시 전투에서 많은 공을 세우고 전투경험을 체험하던 중 1972년 4월 22일 안케패스 전투에 참가 안케계곡의 638고지 탈환작전에 참가하여 638고지 탈환을 위한 피해를 줄이기 위하여 최초로 공드럼에 흙을 채워 원시적인 공드럼 작전을 시도하다가 잘되지 않아 포기하고 소대장이 직접 특공대를 편성 선두에 나서서 공격을 실시하여 베트콩의 제1방어선 벙커에 수류탄을 투척하면서 제1선 탈취에 성공하였으나 베트콩의 B-40적탄통 파편에 좌측다리에 부상을 입고도 계속 제2방선인 고지 정상을 향해 돌격 베트콩의 벙커를 수류탄을 던져 폭파시켰으나 베트콩 직사화기의 집중저격을 받고 전사하고 부사관과 병 4명이 부상을 당한 치열한 전투를 하였다.
사후 1계급 특진과 태극무공훈장이 추서되었다.